# Мирне (Уланський район)
Ми́рне (каз. Мирное) — село у складі Уланського району Східноказахстанської області Казахстану. Входить до складу Усть-Каменогорського сільського округу.
Населення — 31 особа (2021; 49 у 2009, 52 у 1999, 50 у 1989).
Національний склад станом на 1989 рік:
- росіяни — 100 %